# Алабама, слатки доме
Алабама, слатки доме (енгл. Sweet Home Alabama) је америчка романтична комедија из 2002. са Рис Видерспун, Џошом Лукасом и Патриком Демпсијем у главним улогама. Режисер филма је Енди Тенант. Сценарио је написао Си Џеј Кокс.
Филм је био велики биоскопски хит, зарадивши у првој недељи приказивања 35 милиона, а укупно више од 130 милиона долара у САД и још 53.399.006 долара у другим земљама.

## Улоге
| Глумац           | Улога              |
| ---------------- | ------------------ |
| Рис Видерспун    | Мелани Смутер-Пери |
| Џош Лукас        | Џејк Пери          |
| Патрик Демпси    | Ендру Хенингс      |
| Кендис Берген    | Кејт Хенингс       |
| Мери Кеј Плејс   | Перл Смутер        |
| Фред Вард        | Ерл Смутер         |
| Мери Лин Рајскаб | Доротеа            |
| Дакота Фанинг    | млада Мелани       |
| Мелани Лински    | Лурлин             |
| Џин Смарт        | Стела Кеј Пери     |